# Osz

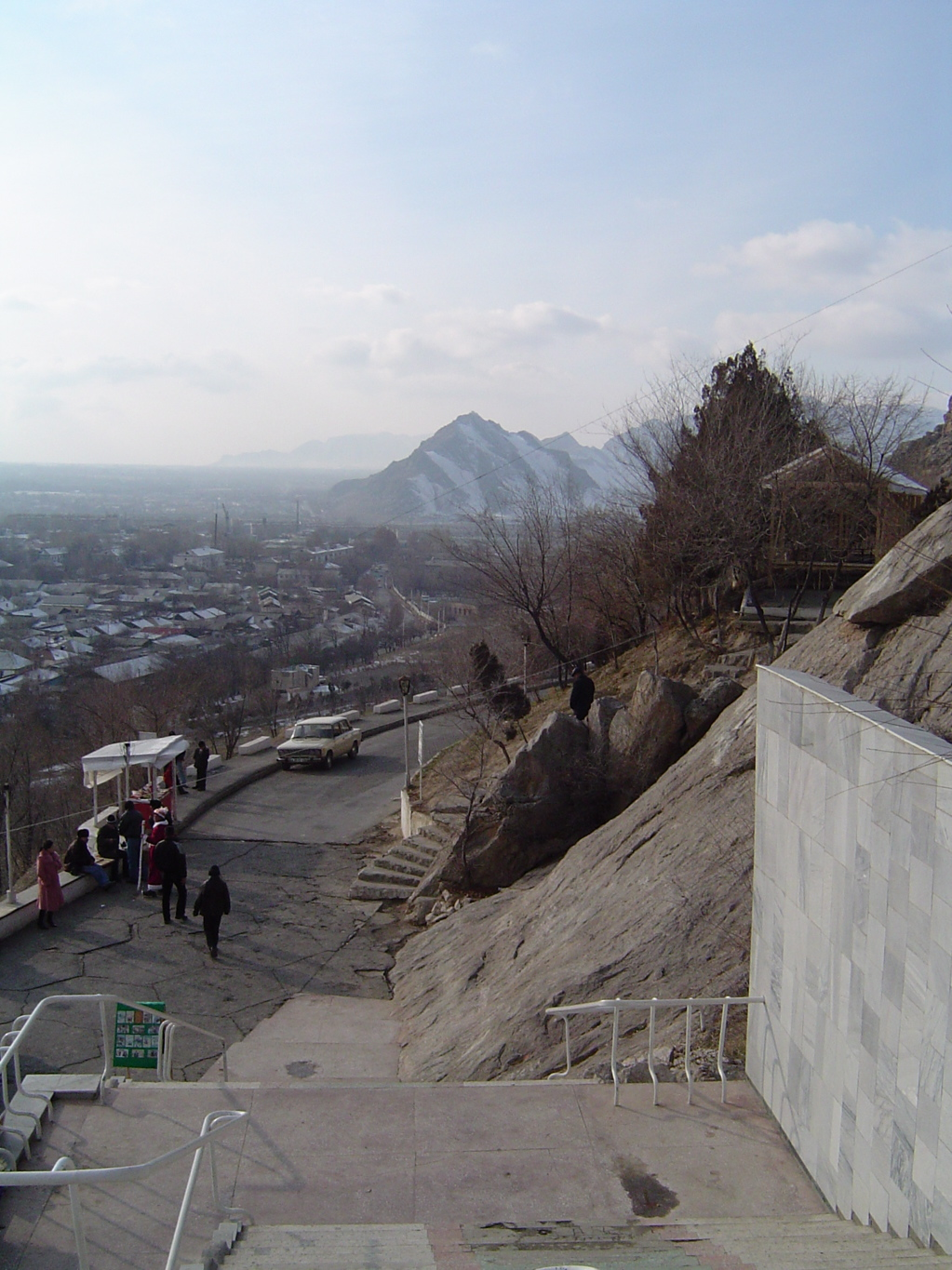
Widok na miasto

Osz (kirg. Oш) – miasto obwodowe w Kirgistanie, w południowej części Kotliny Fergańskiej, w dolinie rzeki Akbura (dorzecze Syr-darii). Drugie pod względem liczby ludności miasto kraju, po stolicy kraju Biszkeku. Ośrodek administracyjny obwodu oszyńskiego oraz jednocześnie oddzielna jednostka administracyjna – miasto wydzielone. Znajduje się tu także ambasada rosyjska. Osz zwany jest także „stolicą południa”, jest najstarszym miastem w kraju, jego wiek szacuje się na 3000 lat (dokładna data jest nieznana). Żyją tam głównie Kirgizi, Uzbecy, Rosjanie i kilka mniejszych grup etnicznych. 11 wsi podmiejskich podlega administracji miejskiej miasta Osz.

## Charakter miasta
Miasto można wydzielić na dwie skrajnie różne części: Historyczny, środkowo azjatycki rdzeń gdzie znajdują się arabskie dzielnice, wąskie uliczki bazary oraz rdzeń sowiecki z bulwarami, sklepami, budynkami urzędowymi, instytucjami, parkami i pomnikami Lenina.

## Klimat i warunki pogodowe
W Oszu lata są gorące, suche i niemal bezchmurne, a zimy są bardzo zimne, śnieżne i częściowo zachmurzone. W ciągu roku, temperatura waha się od –5 °C do 32 °C i rzadko spada poniżej –11 °C lub przekracza 35 °C.
Pora upałów trwa 3,7 miesiąca, od 25 maja do 16 września, a średnia dobowa temperatura maksymalna przekracza wtedy 26 °C. Najgorętszy miesiąc roku w Oszu to lipiec, kiedy średnia temperatura maksymalna wynosi 31 °C a minimalna 19 °C. Zimna pora roku trwa 3,3 miesiąca, od 25 listopada do 4 marca, a średnia dobowa temperatura maksymalna kształtuje się poniżej 8 °C. Najzimniejszy miesiąc roku w Oszu to styczeń, kiedy średnia temperatura minimalna wynosi –5 °C a maksymalna 2 °C, częstą formą opadów jest śnieg. Najbardziej pogodnym miesiącem roku w Oszu jest sierpień, kiedy niebo jest bezchmurne, niemal bezchmurne lub częściowo zachmurzone średnio 94% czasu.

## Demografia
Populacja w latach 1880–1996:
| Rok  | Populacja |
| ---- | --------- |
| 1882 | 3 307     |
| 1882 | 7 766     |
| 1883 | 12 976    |
| 1884 | 13 583    |
| 1926 | 29 538    |
| 1939 | 33 315    |
| 1959 | 68 309    |
| 1979 | 168 136   |
| 1989 | 211 045   |
| 1996 | 243 310   |

## Historia
Miasto położone jest w podgórskiej oazie, która od dawna była zamieszkana przez ludność na długo przed przybyciem Kirgizów z Jeniseju (około 800 lat temu). W latach pięćdziesiątych archeolog Jurij Aleksandrowicz Zadnieprowski na południowym zboczu góry Góry Salomona (Sulaiman-Too) odkrył pozostałości starożytnej osady rolników z epoki brązu, udowadniając, że historia Oszu ma trzy tysiące lat, ale w nauce historycznej zwyczajowo liczy się wiek miast od najwcześniejszych wzmianek w aktach historycznych; Najwcześniejsze wzmianki o mieście w kronikach pochodzą z IX wieku. n. e., co nadal pozwala nam uważać je za najstarsze miasto w kraju. W średniowieczu Osz był jednym z największych miast żyznej doliny Fergany na skrzyżowaniu ważnych szlaków. W 1876 roku, po podboju Chanatu Kokand, Osz stał się częścią Imperium Rosyjskiego. W okresie radzieckim Osz stał się częścią Kirgiskiej Socjalistycznej Republiki Radzieckiej.

## Konflikty na tle etnicznym
Na południu Kirgistanu, w tym w Oszu, duży procent mieszkańców stanowią Uzbecy. W 2010 roku na skutek rewolucji władzę stracił Kurmanbek Bakijew. Nowa władza nie czuła jednak się pewnie. Na południu poparli ją liderzy uzbeckiej mniejszości, którzy liczyli, że przy okazji wywalczą więcej uzbeckich szkół i dwujęzyczne urzędy. Wzburzyło to zwolenników prezydenta i kirgiskich nacjonalistów, którzy wmówili rodakom, że Uzbecy chcą oderwać część kraju i trzeba dać im opór. Dwa miesiące później, 9 czerwca 2010 roku, w Oszu doszło do starć i pogromów między Kirgizami a Uzbekami, które przyniosły kilkaset ofiar śmiertelnych (oficjalnie 208) i ok. 400 tys. uchodźców (głównie Uzbeków). W starciach użyto broni palnej.

## Góra Salomona – (Sułajman Too)
Góra Salomona (Сулайман-тоо) znajduje się w centrum Oszu. Jest wpisana na Listę Światowego Dziedzictwa UNESCO. Szczyt dominuje nad Doliną Fergany i stanowi tło dla miasta Osz, na skrzyżowaniu ważnych szlaków na Środkowoazjatyckich. Przez ponad półtora tysiąclecia Góra Salomona było latarnią morską dla podróżników, czczonych jako święta góra. Na pięciu szczytach i zboczach znajdują się liczne starożytne miejsca kultu i jaskinie z petroglifami, a także dwa w dużej mierze zrekonstruowane XVI-wieczne meczety.

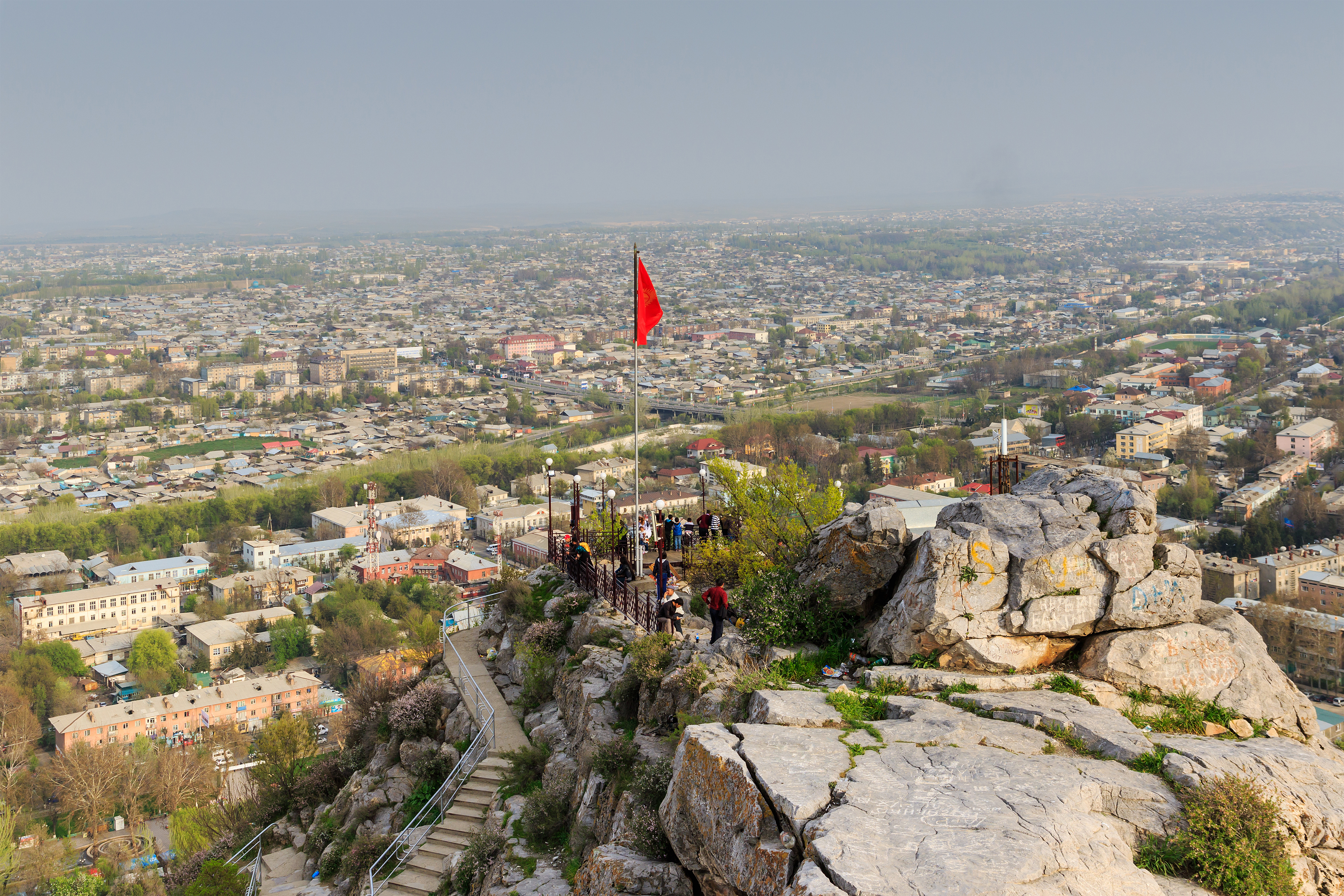
Widok z Góry Salomona

## Infrastruktura[9]
Głównym rodzajem transportu lokalnego jest samochód. Miasto posiada 56 linii autobusów miejskich, które zatrudniają około 1000 autobusów o różnej pojemności. System trolejbusowy funkcjonuje w mieście od 1977 roku. Do komunikacji podmiejskiej i międzymiastowej w mieście funkcjonują dwa dworce autobusowe – nr 1 („Stary” dworzec autobusowy w centrum miasta) i nr 2 („Nowy” dworzec autobusowy na przedmieściach).
Miasto posiada również dworce kolejowe Osz-1 i Osz-2, których główną funkcją jest transport towarowy, a także Lotnisko „Osz” obsługujące loty lokalne i międzynarodowe.

## Nauka i kultura
W Oszu znajduje się pięć uniwersytetów, w tym techniczny i językowy. Muzeum Archeologiczne w Oszu jest jednym z największych tego typu muzeów w Azji Środkowej. Wykute w jaskini w centralnej Górze, będącej symbolem miasta, stanowi dużą atrakcję turystyczną, odwiedzaną tłumnie przez turystów. W centrum miasta stoi w parku pomnik – samolot Jak-40.

## Gospodarka
W mieście rozwinął się przemysł maszynowy, włókienniczy, spożywczy, materiałów budowlanych, elektrotechnicznych oraz meblarski.

## Miasta partnerskie
- Dżudda
- Stambuł
- Petersburg

## Ludzie związani z Oszem
- Samara Karimowa – solistka Dramatycznego Teatru Narodowego w Oszu